# Alan Turing Memorial
L'Alan Turing Memorial, situato nel Sackville Gardens a Manchester (Inghilterra) è un memoriale dedicato allo scienziato britannico Alan Turing, uno dei pionieri dell'informatica moderna.

## Storia
Turing si suicidò nel 1954, due anni dopo essere stato condannato per "atti di grave indecenza" (cioè per omosessualità) secondo la sezione 11 del Criminal Law Amendment Act 1885; in quanto tale è considerato sia un'icona gay sia un'icona per il mondo del computer, e non è un caso che un tale monumento si trovi nelle immediate vicinanze di Canal Street, il gay village cittadino.

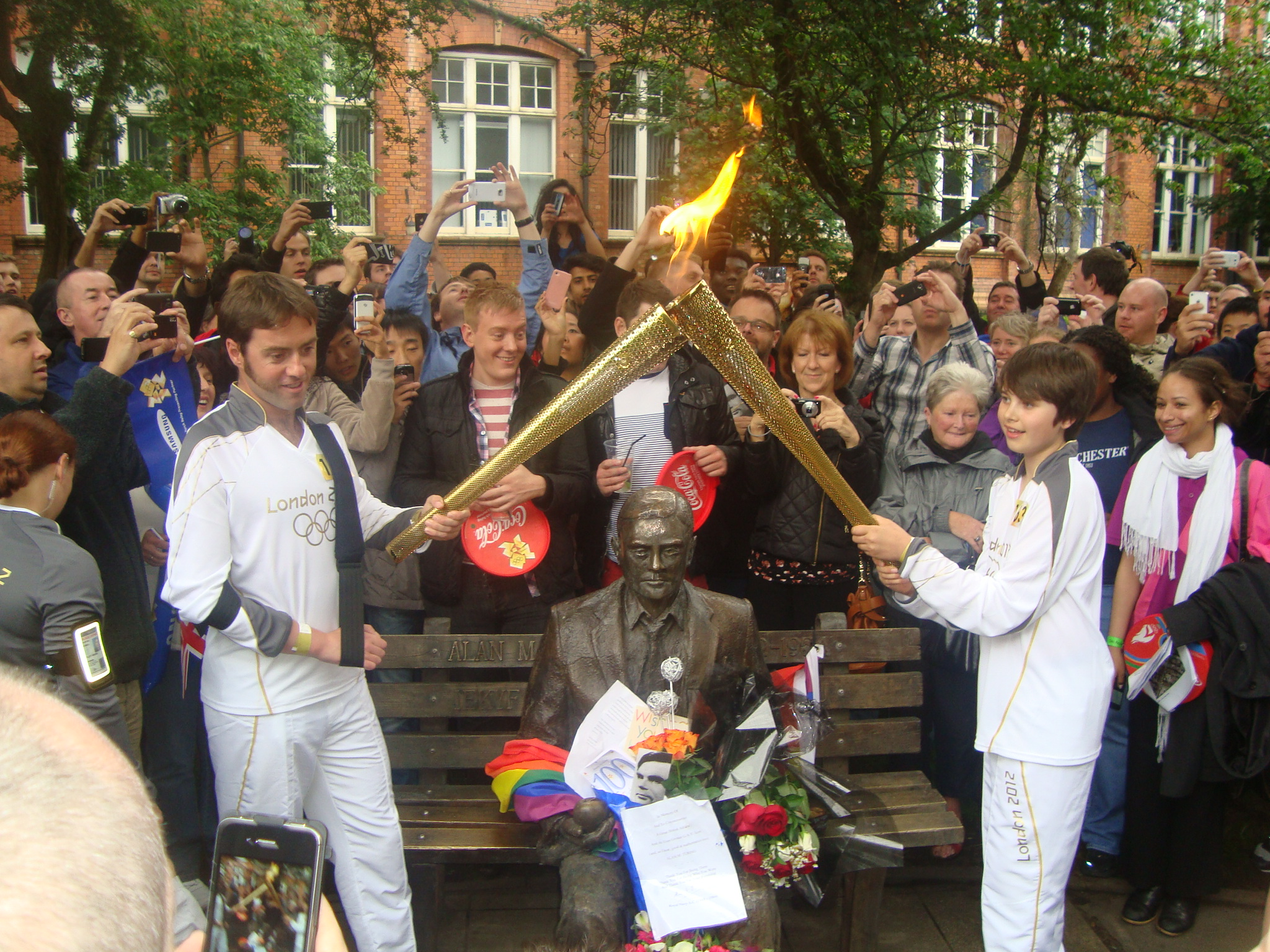
La torcia olimpica omaggia il monumento dedicato a Alan Turing nel 100º anniversario della sua nascita: Giochi della XXX Olimpiade del 2012

La statua è stata inaugurata il 23 giugno 2001, in occasione dell'anniversario della nascita di Turing; ad idearla è stato Richard Humphry, un avvocato di Stockport, che ha istituito l'Alan Turing Memorial Fund per poter raccogliere i fondi necessari. Humphry ha avuto l'idea di una statua dopo aver visto l'opera di Hugh Whitemore Breaking the Code, con Derek Jacobi. Questi divenne il patrono del Fondo. Glyn Hughes, uno scultore industriale di Adlington vicino a Westhoughton, ha ricevuto l'incarico di scolpire la statua.
Roy Jackson (che aveva precedentemente raccolto fondi per la ricerca scientifica sull'HIV/AIDS e "Gay Awareness") è stato invitato a contribuire alla raccolta per far sì che il memoriale potesse vedere la luce. Entro 12 mesi, attraverso donazioni e una "lotteria del villaggio", il denaro necessario è stato infine raccolto. Ciò ha permesso alla statua di essere prodotta in Cina.
Glyn Hughes aveva trovato contatti che potevano fabbricare e spedire una statua di bronzo identica a quella che poi sarebbe stata realizzata al costo di £ 50.000 del Regno Unito. Il costo del memoriale è stato raggiunto con £ 16.000.